# 陸承憲
陸承憲（？—？），字子永，又字監甫，直隸松江府華亭縣人，竈籍，明朝政治人物。

## 生平
隆慶元年（1567年）丁卯科應天府鄉試第十二名，萬曆五年（1577年）丁丑科會試第一百八十七名，登三甲第四十九名進士。授浙江蕭山縣知縣。官至樂陵縣知縣。

## 家族
曾祖陸炳；祖父陸珪；父陸岳，曾任監生。母袁氏；生母潘氏。永感下。兄承德。